# Klan Ausran
Klan Ausran è un gruppo neopagano polacco fondato nel 1954 dal linguista Ignacy Ryszard Danka.
Il gruppo, inizialmente un circolo giovanile, fu fondato a Łódź nel 1954 dal linguista Ignacy Ryszard Danka, che ne fu anche il più importante dirigente; nel 1958 ne apparve un gruppo anche a Varsavia. Conosciuto anche con il nome di Zorza (entrambi i nomi indicano l'aurora), il gruppo aveva una natura linguistico-religiosa; la maggior parte dei suoi membri, infatti, era composta da insegnanti e studenti.
Gli interessi del Klan Ausran sono concentrati sulla ricostruzione della cultura indoeuropea, in particolare sulla lingua e sulla religione, ricostruzione che non avrebbe dovuto rimanere confinata al lato teorico, ma che sarebbe dovuta poi passare all'atto pratico.
Il gruppo ha una consistenza numerica valutata attualmente attorno alle 500 persone, ma non figura nel registro delle organizzazioni religiose del Ministero dell'Interno.